# 真希瀬るな
真希瀬 るな（まきせ るな、1993年11月11日 - ）は、日本のAV女優。Duoエンターテイメント所属。
身長:148cm。スリーサイズ:B83(D)・W54・H82cm。

## 略歴
東京都出身。2012年6月に「小林るな（こばやし るな）」名義でロリ系女優としてAVデビュー。当初の所属事務所はスタイルワンであった。
2014年10月2日に、公式Twitterにてスタイルワンを辞めることを発表し、
10月20日にはTwitterにて、芸名を「真希瀬るな」に改名して、所属事務所をDuoエンターテイメントに移籍することを発表した。
2016年7月14日、体調がすぐれず治療に専念のために、AVの仕事をしばらく休むことを発表。公式Twitterの更新等は休まず行っている。

## 人物・エピソード
- 趣味はアニメ鑑賞と寝ること[1][2][6][7]。
- 性癖はドMであり、幸せを感じる瞬間は首輪をしている時である[6]。
- 好きな休日の過ごし方は「オナニー」と答えている[6]。
- 匂いフェチ、血管フェチである[6]。
- 好きな男性のタイプは、Sで包容力のある人である[6]。
- 好きな本はエロ本で、好きな漫画は、エヴァンゲリオン、BLEACH、ローゼンメイデン、コードギアスである[6]。
- 好きな食べ物は何よりもグミであり、グミ依存症である[6]。
- 誕生日は、9月10日と記述されているもの[7]と11月11日と記述されているもの[1][2]、両方存在している。
- 血液型は、B型とされているもの[1][2]とO型とされているもの両方存在している。
- デビュー当時のバストサイズはDカップあったが、2016年10月15日の公式Twitterにて、痩せた際にBカップとCカップの間のサイズになったことをツイートしている[8]。

## 出演作品

### アダルトDVD

#### 小林るな・他 名義
2012年
- 働くオンナ 2 VOL.27 Kobayashi 首輪をハメられ犬のように従順になる新米OL 都内ペット用品卸販売会社 営業 入社一年目 月収19万円（6月22日、プレステージ）（デビュー作）[9]
- 完全ガチ交渉! 街で噂の、ウブな看板娘を狙え! Volume 09 in赤坂（6月22日、プレステージ）他出演:大倉彩音、知世奏、木村つな、初井かのん
- きれいでちいさなパイパンムスメ。 るな 148cm（8月1日、ミニマム）※「るな」名義
- 経験人数は0人 現役明○大学文系少女 処女を捨てるためにAVデビュー（9月25日、jump-av）
- 「某お嬢様大学付属の中高一貫女子校スクールバスには勃起チ○ポを見たことの無いウブな女学生だらけ! ヤりたい放題の状況で貴方なら何発ヌケますか?」 VOL.1（10月18日、DANDY）他出演:愛代さやか、松下ひかり、双葉みか ほか
- 現某有名政治家秘書 童顔極上BODY 葉月星美23才 初AVデビュー プルンとした美乳にツルッツルのパイパンオマンコ（11月23日、メーテルホルモン）※「葉月星美」名義
- 小さい女の子12人の未公開フェラ3。 変態たちの秘蔵コレクション4時間。（12月1日、ミニマム）他出演:恋沢りお、愛代さやか、このは、立花くるみ、雫花、小枝ゆづ希、葵野まりん、月嶋ありす、椎名みゆ、初芽里奈 ほか
- 天使と悪魔がロリ系のOLのパイパンを奪い合い！ 小林るな（12月28日、HEYZO）

2013年
- スクールデイズ27 つぼみ19歳（1月18日、ガチん娘）※「つぼみ」名義
- 肛門爆裂拳 アナルフィスト アナル乱交ファック（1月25日、メーテルホルモン）※「葉月星美」名義　主演:月野蓮
- 酔ぃ〜とエンジェル46 つぼみ（2月21日、ガチん娘）※「つぼみ」名義
- 執事愛撫喫茶 第5章 夢実あくび 小林るな（2月23日、カリビアンコム）共演:夢実あくび
- あまりの激痛で泣きじゃくり肛門崩壊 フィストファック（3月19日、幼獄LiTE）共演:夢実あくび
- 先生と一緒に♥中出し温泉旅行 小林るな（3月28日、x1x）
- CRB48 GIVE ME バイブ！ 〜彼女達の控室〜 夢実あくび・小林るな（4月5日、カリビアンコム）共演:夢実あくび
- 鬼畜の群れ（4月13日、オーロラプロジェクト）※「るな」名義　共演:西園寺れお
- ヲタク人形（4月13日、HERO）
- ロリ専科 女子児●温泉旅行 パイパン湯女少女 義父に言い寄られイタズラされる成長期のひとり娘 生中出し（4月19日、ロリ専科）
- エンパイア Vol.9 〜ノーパン中出しホームヘルパー〜 琥珀うた 小林るな（4月23日、エンパイア）共演:琥珀うた
- ヤラレ人形29 つぼみ（4月27日、ガチん娘）※「つぼみ」名義
- 制服勃起委員会。裸よりも興奮する身長の小さな子たちの制服。（5月1日、ミニマム）※「るな」名義　他出演:北村わか、平原心、葵野まりん、月嶋ありす、春日野結衣、椎名みゆ、桃音まみる、木島るみ
- 隣の少女 幼い天使（5月3日、秘宝）※「ルナ」名義
- 会社で誰にも期待されず、信用も無く仕事が何もない社内ニートの僕の唯一の楽しみは、仕事一筋な美人の同僚と二人きりの残業中にわざと音漏れしたAVの喘ぎ声を聞かせることです。 最初は、見ちゃいけないものと目をそらしていたOLも次第にガン見、シャツが濡れるほどの汗をかき出し、興奮を隠し切れなくなって…!（5月9日、Hunter）他出演:あずみ恋、夢実あくび、朝桐光、三浦まい、平子知歌 ほか
- 素人援交生中出し るな 19才（5月15日、プラム）
- コスプレ個撮投稿特集 3（6月7日、FS.KnightsVisual）他出演:茉莉もも
- 股間のモデルに応募して来た女の子でマンコ研究会していました 小林涼子（6月7日、ムラムラってくる素人）※「小林涼子」名義
- ウラ美少女　芸能人 Premier 超有名フ●ッ●ュ撮●会&メ●プ●シ●ップ撮●会出演の現役アイドルモデル 入山すみれ AV Debut 実は私パイパンでした。（6月7日、カルマ）※「入山すみれ」名義
- モデルコレクション プチ 小林るな（6月8日、一本道）
- 無毛の楽園 つるつるパイパン大全集（7月1日、ミニマム）他出演:葛城まや、初芽里奈、桃音まみる、早瀬ありす、春日野結衣、愛代さやか、富永苺、鈴木あいり、沢田あいり
- 働くオンナ BEST Vol.04 卑猥編 8時間（7月2日、プレステージ）他出演:神波多一花、はるか真菜、葉月里彩、森川真羽、風見渚、美鈴りん、岬リサ、椿ゆい、桜庭彩、真木ななえ、佐伯ゆあ
- ガチん娘!　露出体験14　つぼみ（7月17日、ガチん娘）※「つぼみ」名義
- 家庭内父子性教育わいせつ映像 夜姦非行（7月19日、夜這い）他出演:中谷美結、天音こころ
- 執事愛撫喫茶　夢実あくび・小林るな（7月23日、スタジオテリヤキ）共演:夢実あくび
- 街角素人 隠れ巨乳な素人（7月25日、サイドビー）
- 伝説の戦士 プリティハッピー（7月25日、COSMO）
- 倒れ込むまでおもちゃ責め。小さい女の子たちの失神コレクション。シーズン2 厳選15名（8月1日、ミニマム）※「るな」名義　他出演:小枝ゆづ希、松井加奈、葵野まりん、月嶋ありす、早瀬ありす、春日野結衣、立花くるみ、椎名みゆ、尾崎リカ、みことりりあ、沢田あいり、鈴木あいり、鈴木鈴、富永苺
- 海辺のアリス パイパン港町 愛賛歌（8月2日、ロリ専科）
- 未体験 丸見え映像!! 〜三人のツルンとパイパン女子校生〜（8月2日、太もも太郎）他出演:中谷美結、小西まりえ
- この年頃の少女はお肌を気にせず無邪気にそのまま日焼けする（8月9日、ワープエンタテインメント）
- 天然むすめ 1744 AV企業面接 〜偽ロケハンでヤっちゃいました〜 吉瀬晴美（8月10日、天然むすめ）※「吉瀬晴美」名義
- キミだけに語りかけ! ロリっ娘20人! オマ●コぴちゃぴちゃ指入れ自画撮りオナニー 4時間DX vol.07（8月16日、ロリ専科）他出演:中谷美結、水野さやか、原千草、本澤朋美、小泉ミツキ、南梨央奈、浅之美波、瞳、綾瀬ルナ、鈴村みゆう、蒼乃ミク、木崎実花、小西まりえ、加藤はるき、有本紗世、矢部ひまり、荒木まい、西園寺れお、天音こころ
- どMでミクロなエロカワ後輩をプチ調教 小林るな（8月18日、HEYZO）
- ワケありロリ系風俗嬢 小林るな（8月23日、一本道）
- あの日の思い出 身長の小さな女の子 コレクション発表会 シーズン2 上巻 小さい女の子16人（9月1日、ミニマム）他出演:平子知歌、椎名みゆ、春日野結衣、初芽里奈、立花くるみ ほか
- 素人なし崩しプロデュース!手が出せそうで出せなかった可愛すぎる同僚社員とセックスさせます!! 3（9月10日、ホットエンターテイメント）他出演:板野有紀、高梨あゆみ、春本優菜
- 素人お嬢さん! 初めてのパンフェラ体験してみませんか? 2（10月10日、アイエナジー）他出演:長谷川夏樹、茜梨乃、長谷川しずく、野津亜梨紗
- 小林るな 総集編 4時間（10月18日、mix）※総集編
- 小●生円交（10月18日、帝都裏映像）
- Red Hot Jam Vol.308 Model Collection 小林るな（10月24日、レッドホットコレクション）
- 女の子と手すら一度もつないだことのない根暗な僕が、イス取りゲームで女子におもいっきり股間の上に座られその瞬間、思わず勃起!アソコにアレが直撃して、とんでもない事態に…。（10月24日、Hunter）他出演:滝川かのん、長谷川夏樹、青井いちご、長谷川しずく ほか
- 機械音痴な女の子のパソコンが動かなくなったと言うので見ていたら、いやらしい動画が出て来たので見るよりやった方が良い事を教えてあげました 小林涼子（10月31日、ムラムラってくる素人）※「小林涼子」名義
- いたいけなお口で発射させる。飲みこませるフェラチオ。1クラス分40人8時間。（11月1日、ミニマム）※「るな」名義　他多数出演
- コスプレ個撮投稿特集 4（11月15日、FS.KnightsVisual）
- マジッククエスト（11月22日、STUDIO2.5）
- 天然むすめ1811　AV企業AD修行 〜素人むすめの代役をさせてみました〜 吉瀬晴美（11月22日、天然むすめ）※「吉瀬晴美」名義
- ウラ美少女 2013年度 芸能人BESTセレクション 8時間総集編（12月7日、カルマ）※「入山すみれ」名義　他出演:鏡涼子、佐倉あんな（中野翔子）、島崎りか（美幸ありす）、生駒茉夏、真野エリ（南のりか）、植田彩、篠田涼花（水原薫子、佐伯かのん）
- 問答無用姦 小林るな（12月7日、Tokyo-Hot）

2014年
- つるつるパイパンロリータち○ぽいじめ（1月13日、アロマ企画）他出演:松井加奈、彩城ゆりな、比留間千沙
- いたずら後の強制フェラチオ。小さい女の子12人のお口へ。濃厚名場面集3（2月1日、ミニマム）※「るな」名義　他多数出演
- 中○生の地元露出 バレたらヤバい！家出！援交！妊娠！中絶！ネットで話題のレジェンド援交中○生（2月14日、First Star/幼獄）
- 高画質 どロリ 3（2月19日、ROOKIE）他多数出演
- 痴漢代表戦 盛り上がるサポのアノ娘は、興奮しすぎてサックいらずの中出しジャパン!（2月20日、ブレスト）他出演:伊藤うらら、岩佐あゆみ、坂下えみり、椎名みゆ
- アジアンビューティー Act:05（2月28日、ONE DA FULL）
- 素人連れ込みナンパSEX隠し撮り 4（4月11日、フルセイル）他出演:眞木あずさ、芹沢つむぎ
- 咥えて焦らされこねくり回されしゃぶり溶かされる（4月13日、アロマ企画）他出演:眞木あずさ、西城玲華、林みづき、滝澤まい、來未
- 未体験 丸見え映像!! 〜21人のおねだり女子校生〜（4月18日、グレイズ）他出演:みづなれい、芹沢つむぎ、大槻ひびき、琥珀うた、春宮ひなの、友田彩也香、松下ひかり、瀬名あゆむ、木村つな、栗林里莉、小西まりえ、鮎川千里、中谷美結、時田あいみ、早瀬ありす、野中あんり、宮村恋、みなみ瀬奈、長谷川しずく、月丘雅
- 女が選ぶヤリたい男体! 顔を隠してカラダで選ぶ「私が濡れるフェチパーツはこれです!」（4月20日、ブレスト）他出演:伊藤うらら、岩佐あゆみ、坂下えみり、椎名みゆ
- ミニモミ風俗御殿! 150cm以下8人 肉食系チビ娘ご奉仕祭り（4月20日、ブレスト）他出演:芹沢つむぎ、大原友美、椎名みゆ、大塚まゆ、野々香はな、今井花菜、野口まりや
- 寝たふりする女 2（5月1日、無言）他出演:高梨あゆみ、篠宮ゆり、葵こはる、阿部乃みく、瀧川花音
- 素人むすめ限定! ド短期バイト! 僕の生センズリ見て下さい! No.1（5月13日、フルセイル）他出演:眞木あずさ、芹沢つむぎ
- キミだけに語りかけ! ロリっ娘20人! オマ●コぴちゃぴちゃ指入れ自画撮りオナニー 4時間DX vol.09（5月16日、ロリ専科）他出演:中谷美結、小西まりえ、風花ゆめ、青井いちご、琴音さら、相沢れおな、鳴海すず、高秀朱里、月野詩、辻井ゆう、さくらあきな、桜ちずる、愛須心亜、あゆみ翼、松岡セイラ、乙葉ななせ、夢咲りぼん、君原歩、比留間千沙
- エロすぎる僕たちの美人三姉妹 男友達同士でオナネタ交換するため家族だけが見られる素の姿を盗撮していたらエスカレートしてしまって一転、ハメ撮り近親相姦! 2家族の三姉妹合計6人全員に生中出し!!（9月6日、Mr.michiru）共演:白咲碧、新山かえで　他出演:中野翔子、かなたいおり、西園寺れお
- 女子校生だけの睾丸エステ（10月5日、フリーダム）他出演:長谷川夏樹、綾瀬ゆい、中野翔子、木内亜美菜、桜ゆい
- キン○マに興味を持ちはじめた女子校生の金蹴り練習（11月5日、フリーダム） 共演:長谷川夏樹、綾瀬ゆい、中野翔子、桜ゆい、木内亜美菜
- 女子校生 手コキ48手（12月5日、フリーダム）他出演:長谷川夏樹、中野翔子、桜ゆい、綾瀬ゆい、木内亜美菜
- ロリ専科 女子●●温泉旅行 パイパン湯女少女 生中出し 4時間（12月19日、グレイズ）他出演: 桜ちずる、琴音さら、荻原くるみ 、高秀朱里、里深沙奈
- 本物現役女子校生2人目 変態少女ロリータフィスト輪姦 キモ汁野郎13人の飛び散るザーメン発射（12月24日、First Star）
- 祝！今年も全て見せます！ONEDAFULL1年の軌跡全60作品vol.3！！8時間（12月26日、 ONE DA FULL）他多数出演

2015年
- キミだけに語りかけ！ロリっ娘60人！オマ●コぴちゃぴちゃ指入れ自画撮りオナニー8時間 superBEST 2（1月2日、グレイズ）他多数出演
- 罵倒地獄番外編 センズリを馬鹿にする女（1月5日、フリーダム）他出演:堀内秋美、星川麻紀、長瀬涼子、西園寺れお、森田まゆ、水野朝陽、大場ゆい、木内亜美菜、中野翔子 ほか
- 新足裏 生足とストッキングの足裏 Vol.3　（3月5日、フリーダム）他出演:桜咲ひな、水野朝陽、吉村みさき、武藤つぐみ、木内亜美菜、井上ひとみ、桜ゆい、綾瀬ゆい、川菜美鈴、逢乃なのは、森田まゆ、小川奈緒、長谷川夏樹、江波りゅう、紺野ひかる、大場ゆい、高司奏、中野翔子、伊藤りな、しとう和歌、萌芭
- 幼膣強制拡張 ロリっ子 フィストFUCKコレクション 240分（4月10日、First Star）他多数出演
- 完全撮りおろし！主観フェラ抜き体験 8時間！貴方を射精させてくれる51人の美少女たち（4月25日、オーロラプロジェクト・アネックス）他多数出演
- ヲタク人形総集編4時間（5月1日、プラネットプラス）他出演:高橋怜奈、おぐりみく、椎名みゆ、三井里緒

#### 真希瀬るな 名義
2015年
- 撮影場所は試着室の真裏 マジックミラー越しの客の前で声我慢＆羞恥SEX（2月25日、kawaii*）他出演:高山えみり、水沢みゆ、糸永まき
- イベント終わりのコスプレイヤーと中出し乱交2（10月1日、ズッコン/バッコン）共演:佳苗るか、松本メイ、さとうみつ、南梨央奈、大森玲菜

### 雑誌・本
- め・き・ら Vol.72 2013年10月号（2013年10月1日、ブレインハウス）[10][11]
- 裏め・き・らDVD 2013年11月号（2013年9月14日、ブレインハウス）[12]
- ヲタク性人形（2013年10月22日、オークス）[13][14]
- DVD Dream  2014年1月号（2013年12月7日、三和出版）[15]
- アナル拡張倶楽部vol.3（2014年1月20日、三和出版）[16]
- Caren Erica（2014年2月10日、富士美出版）[17]

他